# Gustavo Corridi
Gustavo Corridi (Livorno, 1812 – Livorno, 27 febbraio 1867) è stato un imprenditore italiano.

## Biografia
Di origini borghesi, era il figlio minore del commerciante Giuseppe Corridi e Giovanna Bianconi. Le condizioni economiche della famiglia soffrirono molto della morte prematura del padre, piccolo commerciante legato alle attività portuali, ma Gustavo poté comunque completare gli studi di base, mentre il fratello maggiore Filippo riuscì ad accedere all'istruzione secondaria e divenne poi un noto matematico e uomo di scienza. 
A Gustavo si dovette invece la fortuna imprenditoriale della famiglia, che permise loro di diventare una delle più ricche della città, costruendosi l'imponente villa Corridi. Partendo da una piccola fabbrica chimica di chinino e altri prodotti, Gustavo mise gradualmente su una robusta società per azioni che produceva olii industriali. In seguito impiantò nei dintorni di Livorno una moderna fabbrica di grandi dimensioni e meccanizzata a vapore per prodotti agricoli e manifatturieri, che arrivò a dare lavoro a circo 1200 operai e che rappresentava una realtà del tutto innovativa e singolare nella Toscana lorenese del tempo. La sua ricchezza fu suggellata dal matrimonio della figlia Albina con l'industriale di origine comasca Giovanni Battista Donegani (dalla coppia nacque poi nel 1877 Guido Donegani). 
La sua vita fu bruscamente interrotta da un attentato che subì sulla strada appena fuori la sua villa il 27 febbraio 1867, quando venne accoltellato da una o più presone, mai individuate. Le indagini si orientarono su alcuni dipendenti dell'imprenditore che avrebbero voluto vendicarsi i qualche torto subito, ma non vennero a capo di nulla. Sul luogo del delitto qualche anno dopo suo figlio Edoardo fece costruire la cappella di Sant'Edoardo, destinata alla memoria del padre e a fungere da cappella funebre per la sua famiglia. Vi fece porre una statua del padre opera di Vincenzo Cerri, ma dopo l'abbandono della cappella (Edoardo non ebbe eredi diretti), l'opera venne spostata in via precauzionale nel parco di villa Fabbricotti.